# Подбрест
46°20′ пн. ш. 16°32′ сх. д. / 46.33° пн. ш. 16.54° сх. д.
Подбрест (хорв. Podbrest) — населений пункт у Хорватії, у Меджимурській жупанії у складі громади Ореховиця.

## Населення
Населення за даними перепису 2011 року становило 618 осіб.
Динаміка чисельності населення поселення:

## Клімат
Середня річна температура становить 10,43 °C, середня максимальна – 24,70 °C, а середня мінімальна – -6,12 °C. Середня річна кількість опадів – 796 мм.
| Клімат поселення                              | Клімат поселення | Клімат поселення | Клімат поселення | Клімат поселення | Клімат поселення | Клімат поселення | Клімат поселення | Клімат поселення | Клімат поселення | Клімат поселення | Клімат поселення | Клімат поселення | Клімат поселення |
| Показник                                      | Січ.             | Лют.             | Бер.             | Квіт.            | Трав.            | Черв.            | Лип.             | Серп.            | Вер.             | Жовт.            | Лист.            | Груд.            |                  |
| Середній максимум, °C                         | 5,46             | 7,36             | 11,94            | 16,44            | 22,09            | 24,70            | 23,78            | 23,18            | 19,19            | 14,42            | 8,59             | 4,90             |                  |
| Середня температура, °C                       | −0,33            | 1,58             | 6,15             | 10,66            | 16,30            | 18,92            | 20,08            | 19,51            | 15,50            | 10,74            | 4,88             | 1,21             |                  |
| Середній мінімум, °C                          | −6,12            | −4,22            | 0,36             | 4,87             | 10,50            | 13,13            | 16,42            | 15,80            | 11,82            | 7,06             | 1,20             | −2,48            |                  |
| Норма опадів, мм                              | 39               | 40               | 49               | 61               | 72               | 90               | 85               | 81               | 77               | 72               | 75               | 55               |                  |
| Середньомісячна швидкість вітру, м/с          | 2.10             | 2.30             | 2.70             | 2.70             | 2.50             | 2.20             | 2.10             | 1.90             | 1.92             | 2.00             | 2.10             | 2.10             |                  |
| Середньомісячна сонячна радіація, кДж/м²·день | 3995             | 6737             | 10581            | 15014            | 19045            | 21047            | 21504            | 18908            | 13945            | 8607             | 4472             | 3257             |                  |
| --------------------------------------------- | ---------------- | ---------------- | ---------------- | ---------------- | ---------------- | ---------------- | ---------------- | ---------------- | ---------------- | ---------------- | ---------------- | ---------------- | ---------------- |
| Джерело:                                      |                  |                  |                  |                  |                  |                  |                  |                  |                  |                  |                  |                  |                  |